# Portfölj (ekonomi)
En portfölj är i ekonomi en kombination av ett antal produkter som till sin natur minimerar marknadsrisker. Vanligast brukar det röra sig om olika värdepapper som aktier, räntebärande papper, terminer och optioner. Man kan i princip använda sig av vilken typ av produkt som helst, såsom fiskar eller jordgubbar, bara de har ett marknadsvärde.